# الیوت لیتار
الیوت لیتار (انگلیسی: Eliot Lietaer؛ زادهٔ ۱۵ اوت ۱۹۹۰ ‏(۳۴ سال)) دوچرخه‌سوار اهل بلژیک است.
از باشگاه‌هایی که در آن بازی کرده‌است می‌توان به اسپورت فلاندر-بالوزه اشاره کرد.